# Apeadeiro de Santana - Cartaxo
O Apeadeiro de Santana - Cartaxo, originalmente conhecido como Ponte de Sant’Anna e posteriormente como Sant’Anna ou Santa Anna e mais tarde Santana, também grafado como Santana-Cartaxo e Santana Cartaxo, é uma interface da Linha do Norte, que serve as localidades de Santana e Cartaxo, no Distrito de Santarém, em Portugal.

## História

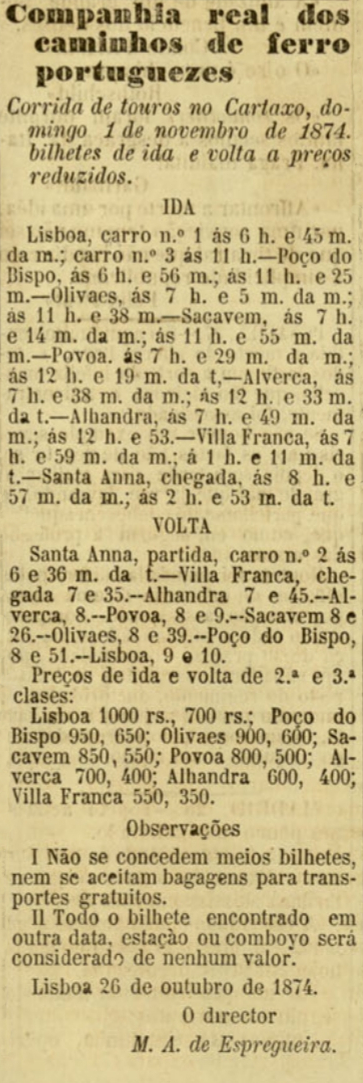
Anúncio de 1874 para bilhetes a preços especiais até Santa Anna, para uma tourada no Cartaxo.

### Inauguração e duplicação da via
O troço entre Virtudes e Ponte de Santana foi aberto à exploração em 28 de Abril de 1858, sendo então considerado como parte da Linha do Leste; o lanço seguinte, até à Ponte de Asseca, entrou ao serviço em 29 de Junho do mesmo ano.
O troço entre Azambuja e Santana foi duplicado em 19 de Maio de 1891, enquanto que o troço seguinte, até Santarém recebeu a segunda via em 20 de Agosto de 1893.

### Projecto abandonado para S. Martinho do Porto
Durante o mandato de António Cardoso Avelino no Ministério das Obras Públicas (1871-1876), foi planeada a instalação de uma via férrea entre Ponte de Santana e São Martinho do Porto, com passagem pelo Cartaxo, Rio Maior, Óbidos e Caldas da Rainha.

### Ligação prevista a Vendas Novas
Um alvará de 13 de Dezembro de 1888 estabeleceu um projecto para uma ligação ferroviária entre Sacavém, na Linha do Leste, e Vendas Novas, então na Linha do Sul. Em finais do ano seguinte, foi realizado um inquérito administrativo, para o público se pronunciar sobre os projectos ferroviários dos Planos das Redes Complementares ao Norte do Mondego e Sul do Tejo; entre as linhas contempladas, estava a ligação a Vendas Novas, mas iniciando-se em Sant’Anna, cuja construção já tinha sido iniciada por uma companhia privada, em via larga. Em 1890, o ponto de entroncamento continuava a ser em Sant’Anna, mas foi modificado para o Setil em 1900, onde acabou por ser construído em 1904.

### Século XX

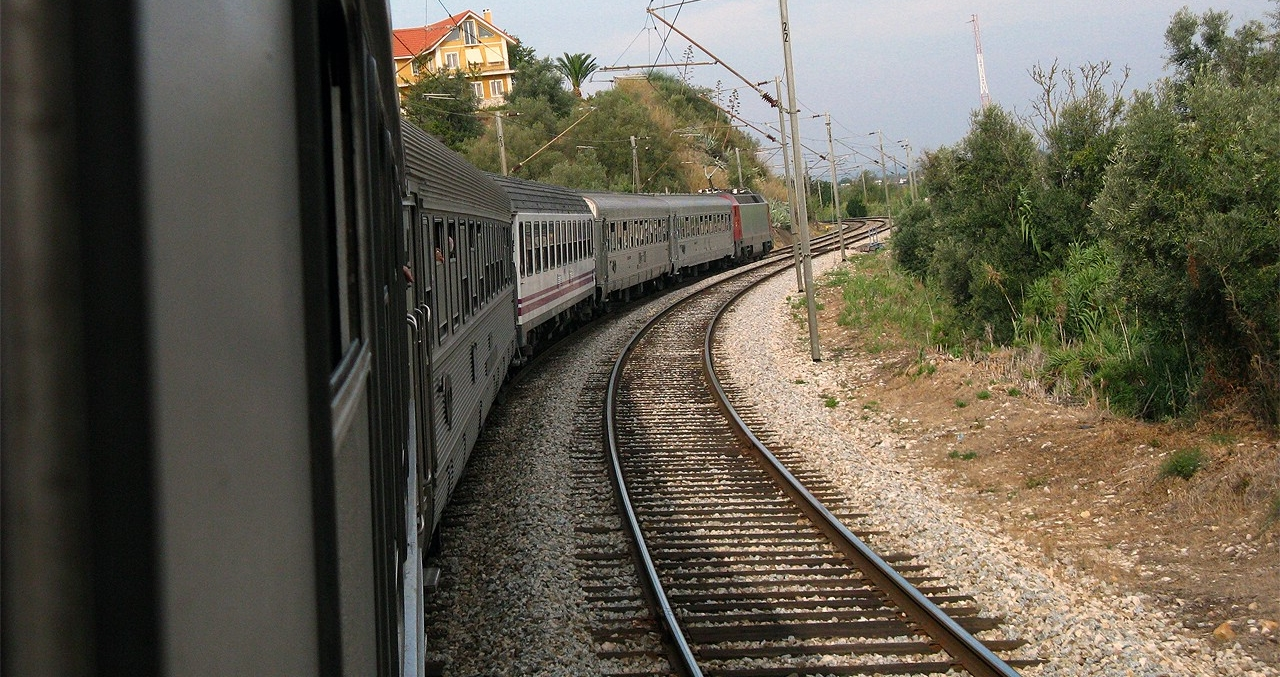
Composição Sud-Express circulando entre e Santana-Cartaxo, em 2009.

Nos horários de Junho de 1913, a estação de Sant’Anna - Cartaxo era servida pelos comboios entre o Rossio e Santarém, Entroncamento e Porto-São Bento. Nesse ano, a estação era servida por carreiras de automóveis até Almoster e de diligências até ao Cartaxo, Rio Maior e Marmeleira.
Em 18 de Abril de 1975, dois comboios colidiram na estação de Santana-Cartaxo, acidente que se deu por volta das 10:30. Um dos comboios, que fazia o serviço Foguete n.º 2 entre o Porto e Lisboa-Santa Apolónia, embateu na unidade posterior de uma automotora tripla eléctrica suburbana, que estava a viajar entre Coimbra e Santa Apolónia, e que nesse momento estava a arrancar para fazer o resguardo no Setil. Com a violência da colisão, o comboio Foguete descarrilou e foi parar à via oposta, tendo a sua locomotiva ficado muito danificada, enquanto que as duas últimas unidades da automotora ficaram totalmente destruídas. Este acidente fez dois mortos e quarenta feridos, vários deles graves, tendo a maior parte destes sido passageiros da automotora, que se encontrava ocupada até às unidades da cauda. Ambas as vias férreas ficaram temporariamente fora de serviço, tendo os comboios da Linha do Norte sido transferidos para a Linha do Oeste, enquanto que as ligações às linhas do Leste e Beira Baixa foram substituídas por carreiras de autocarros entre Vale de Santarém e Azambuja.

### Século XXI
Em 7 de Janeiro de 2025, uma mulher foi mortalmente atropelada por um comboio Alfa Pendular na gare de Santana-Cartaxo.